# Quşlar (Kürdəmir)
Quşlar è un comune dell'Azerbaigian situato nel distretto di Kürdəmir. 